# 地球連邦
地球連邦（ちきゅうれんぽう）は、架空の未来を描いた小説やアニメなどに登場する架空の国家。
従来地球上にあったすべての国家を統合し、場合によっては太陽系内外のスペースコロニーや植民星をも支配下においている。

## 概要
全人類の共同体としての政府間組織ではなく、政府組織としての機構のことを指す。アニメーション等のSF作品では、地球防衛軍や地球連邦軍として知られる軍事部門のみが登場することが多い。
現在の国際連合は安全保障理事会、国連総会、国際司法裁判所、その他専門機関などから成るため行政機関を具備しているようにも見えるが、警察権や防衛権を具備していないため完全な形での地球連邦であるとは言えない。

## フィクションでの描写
多くの作品において地球連邦のような巨大な組織は、その組織の規模から有している利権や官僚制組織も巨大であることから批判されることも少なくない。『ガンダムシリーズ』においてはジオン公国などが敵対勢力として登場し、打倒すべき存在として描かれている。現実世界における国際連合の場合には、各領土及び国民を有する国家が国際連合憲章及び関連条約を批准することによって加盟または脱退する権利を有している。そのため、小説や映画作品中でも国際連合の延長上の組織として描かれることが多いが、佐藤大輔の『地球連邦の興亡』のように、国際連合と政治的に対立する国々が前者を打倒して新たな連邦組織を形成する作品もある。
地球以外の惑星国家の登場するような作品の場合、その連合する一国として地球が登場する場合も多い。

## 地球連邦が登場する作品

### 実写映画
- ゴジラvsキングギドラ
- さよならジュピター[1]
- スターシップ・トゥルーパーズ

### 漫画・アニメ
- 宇宙戦艦ヤマトシリーズ
- 宇宙海賊キャプテンハーロック
  - 作中では主に「地球政府」と呼称されているが、アニメ第1話で市民が見ているテレビ画面に「地球連邦政府推薦」の文字が出ている。また、アニメ17話ではハーロックのセリフで呼称されている。
- ガンダムシリーズ
  - 宇宙世紀作品（『機動戦士ガンダム』・『機動戦士Ζガンダム』・『機動戦士ガンダムΖΖ』・『機動戦士Vガンダム』など）
  - アフターウォー作品（『機動新世紀ガンダムX』など）
  - 西暦作品（機動戦士ガンダム00 セカンドシーズンなど）
  - Advanced Generation作品（『機動戦士ガンダムAGE』など）
- スーパーロボット大戦シリーズ
- 宇宙戦艦ティラミス
- 銀河漂流バイファム
- 太陽の牙ダグラム
- ダロス
- トランスフォーマー スーパーリンク
- 21エモン

### ゲーム
- 夜明け前より瑠璃色な
- コスモウォーリアー零
- スーパーロボット大戦シリーズ
- スターオーシャンシリーズ
- メルティランサー
- 半熟英雄4 〜7人の半熟英雄〜

### 小説
- 宇宙の戦士（ロバート・ハインライン）
- 地球連邦の興亡（佐藤大輔）
- 光の塔など（今日泊亜蘭）

## 類似の名称・組織
- 地球連合（機動戦士ガンダムSEEDシリーズ、機動戦艦ナデシコ、機甲戦記ドラグナー、伝説巨神イデオン、ラーゼフォン、宇宙の騎士テッカマンブレードシリーズ、闘神機ジーズフレーム、スタートレック、ZONE OF THE ENDERS、宇宙海兵隊ギガース、R-TYPE TACTICSシリーズ、アルドノア・ゼロ）
- 統合政府（マクロスシリーズ）
- 地球 - 月連合（航空宇宙軍史）
- 地球圏統一連合、地球圏統一国家（新機動戦記ガンダムW）
- 地球統合連邦政府（旧連邦）ならびに新連邦（機動新世紀ガンダムX）
- 地球政府（アーマード・コア2/2AA、YAT安心!宇宙旅行）
- 世界政府準備機構（救命戦士ナノセイバー）
- 地球統一政府（銀河英雄伝説では過去に滅んだ政権として登場）
- 地球統一連邦（U.F.E.）（Almagest -Overture-）
- 地球平和連合TPC（ウルトラマンティガ、ウルトラマンダイナ）
- 太陽系連合（わが青春のアルカディア、超人ロック）
- 世界連盟（宇宙戦士バルディオス）
- 銀河連邦（銀河英雄伝説、超人ロック、スターオーシャンシリーズ、D.C. 〜ダ・カーポ〜シリーズ）
- 銀河連合（クラッシャージョウ）
- 惑星連邦（スタートレック、ジョーカー・シリーズ）
- 惑星連合（宇宙一の無責任男シリーズ）
- 人類銀河同盟（旧名コンチネンタル・ユニオン）（翠星のガルガンティア）
- 新国連（新国際連合）（蒼穹のファフナー）
- 地球統一ブロック（攻殻機動隊）
- 地球連邦機関（ゴジラvsキングギドラ）

## 世界連邦
現実において地球上の国家を統一した国家として構想される場合は、世界連邦の名称が使われることが多い。世界連邦の樹立を目指す国際的な非政府組織として、世界連邦運動 (World Federalist Movement, WFM) が存在する。